# Šerif se predaje
Šerif se predaje јe epizoda seriјala Mali rendžer (Kit Teler) obјavljena u Lunov magnus stripu br. 150. Epizoda јe premijerno u bivšoj Jugoslaviji objavljena u junu 1975. godine. Koštala je 6 dinara. Autor originalne naslovnice je Frank Donatelli. Izdavač јe bio Dnevnik iz Novog Sada. Epizodu je nactao Francesco Gamba, a scenario napisala Andrea Lavezzolo.

## Originalna epizoda
Prvi deo ove epizode objavljen je u svesci pod nazivom Nel campo nemico, koja izašla јe premijerno u Italiјi u izdanju Sergio Bonnelli Editore u novembru 1967. godine pod rednim broјem 47. Drugi deo objavljen je u svesci br. 48. pod nazivom La banda dei 5, koja je izašla u decembru 1967. Koštala јe 200 lira.

## Značaj epizode
"U prvih pedesetak brojeva Kit je junak bez mrlje. U direktnom obračunu je ubio samo jednu osobu i to revolveraša Killer Jima u samoobrani, a i to je bila Nolittina priča (Nolitta nam je u Zagoru, a pogotovo Mister Nou dokazao da je puno okrutniji od Lavezzolija :-)). Također, dobra stvar kod njega, uz kontinuitet, je i paralelno vođenje više radnji odjednom, koje postaju bitne u narednim epizodama i ukupno u serijalu. Izbjegava fantastične elemente i sve pokušava realno objasniti. Koristi puno didaskalije i u tome je jedan od pionira. Daje izmišljena imena mjestima radnje, pa tako izbjegava povijesnu nekonzistentnost. Najlošiji dio njegovih scenarija, pogotovo u početnim brojevima, njegovo je uporno stavljanje Kitova konja u poziciju spasitelja našeg junaka. Ispada da konj samo što ne progovori. Definitivno iritantno i nepotrebno, ali čovjek je očito imao fetiš na konje."
"Po pitanju crteža ovdje je Gamba na vrhuncu. Njemu odlično odgovaraju komične scene, a to ovdje i dokazuje. Za Gambu sam ranije pisao da je 7/10 maksimalna ocjena koju može dobiti, ali nisam računao da bi moglo biti ovakvih komičnih i opuštajućih farsi, a tu je on majstor. Mnogi ga ne vole, ali Gamba je svestran crtač, a rad na Malom rendžeru je njegov vrhunac. Kako je serijal napredovao i njegov crtež se razvijao skoro do neprepoznatljivosti u odnosu na početne brojeve, i to na bolje. U početku sam mislio da mu baš odgovara Lavezollijev scenarij, jer zbog dosta didaskalija, a malo akcije, limitirani crtači lakše skriju mane. Opovrgnuo me u onih nekoliko Nolittinih epizoda, gdje je zbog više akcije, a manje didaskalija težnja bila na dinamici, a on se snašao kao bubreg u loju. Mana mu je siromašan crtež i slična lica likova, a to je posebno dolazilo do izražaja u početnom periodu, gdje je, zahvaljujući takvom scenariju, i crtež bio statičan bez neke dinamike, pa to pomanjkanje detalja dolazi do izražaja. Dobar je u karikaturi, a ovdje to i dokazuje."

## Reprize
Ova epizoda reprizirana je u okviru serije If edizione br. 24. i 25. koji su originalno u Italiji izašli u februaru 2014. godine (str. 30-127). Ova edicija izlazi u Hrvatskoj. Brojevi 24. i 25. izašao je u martu i maju 2018. god. pod nazivom Frontier Town i Banda petorice. Pre toga, ova epizoda reprizirana je u Hrvatskoj u izdanju Van Goga 2010. godine.

## Prethodna i naredna epizoda
Prethodna epizoda LMS bila bila je Tvrđava don Morantea (#147), a naredna Manituovo oko (#151).